# Heraclea (Iliria)
Heraclea (en griego, Ἡρακλεία) fue una colonia griega de Iliria. 
Se menciona en el Periplo de Pseudo-Escílax, que dice que era una ciudad griega que estaba en Iliria, en la zona limítrofe con los liburnios y que tenía puerto.
Se conservan monedas de bronce de Heraclea fechadas en el siglo IV a. C. donde figura inscrito «ΗΡΑ», «ΗΡΑΚ», «ΗΡΑΚΛ», «ΗΡΑΚΛΕ» o «ΗΡΑΚΛΕΙΟΤΑΝ». Puesto que las monedas tienen similitudes con las de Siracusa se ha sugerido que Heraclea fue una de las fundaciones de Dionisio I de Siracusa en el Adriático. Se desconoce su localización exacta, aunque suele situarse en la isla de Hvar, al igual que Faros debido a que allí se han hallado la mayoría de las monedas, pero también se han propuesto otras ubicaciones.